# Cathédrale de Halle-sur-Saale
La cathédrale de Halle-sur-Saale (en allemand Dom zu Halle ou Hallescher Dom) est la plus ancienne église de la ville de Halle-sur-Saale, dans le Land de Saxe-Anhalt, en Allemagne. Autrefois catholique le terme dôme (Dom) est mal traduit ici par cathédrale, mais en fait c'était une ancienne collégiale. Après 1680 la collégiale devint l'église calviniste de Halle dont la paroisse aujourd'hui fait partie de l'Église protestante en Allemagne centrale.

## Galerie photographique

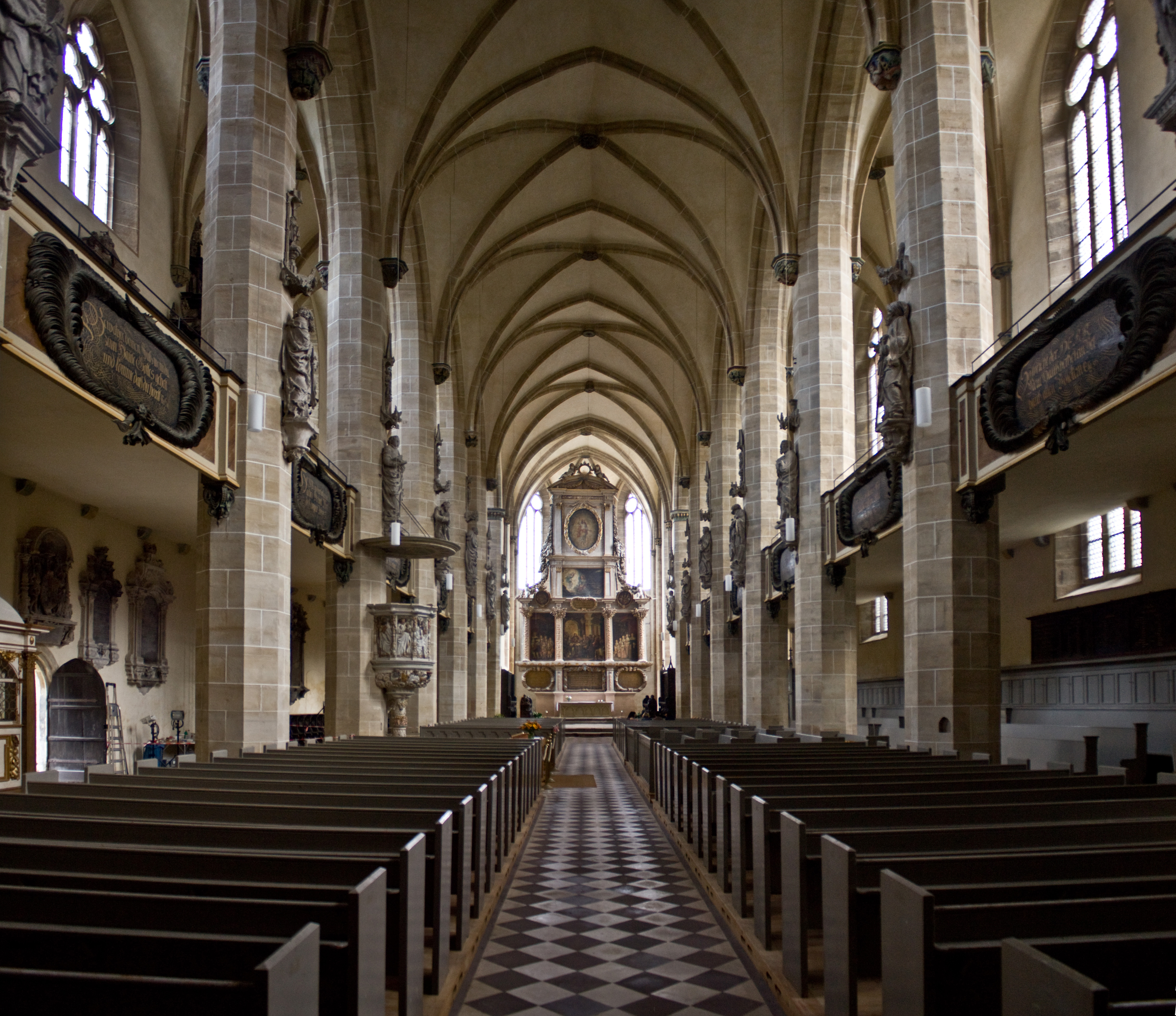
L’intérieur de la cathédrale
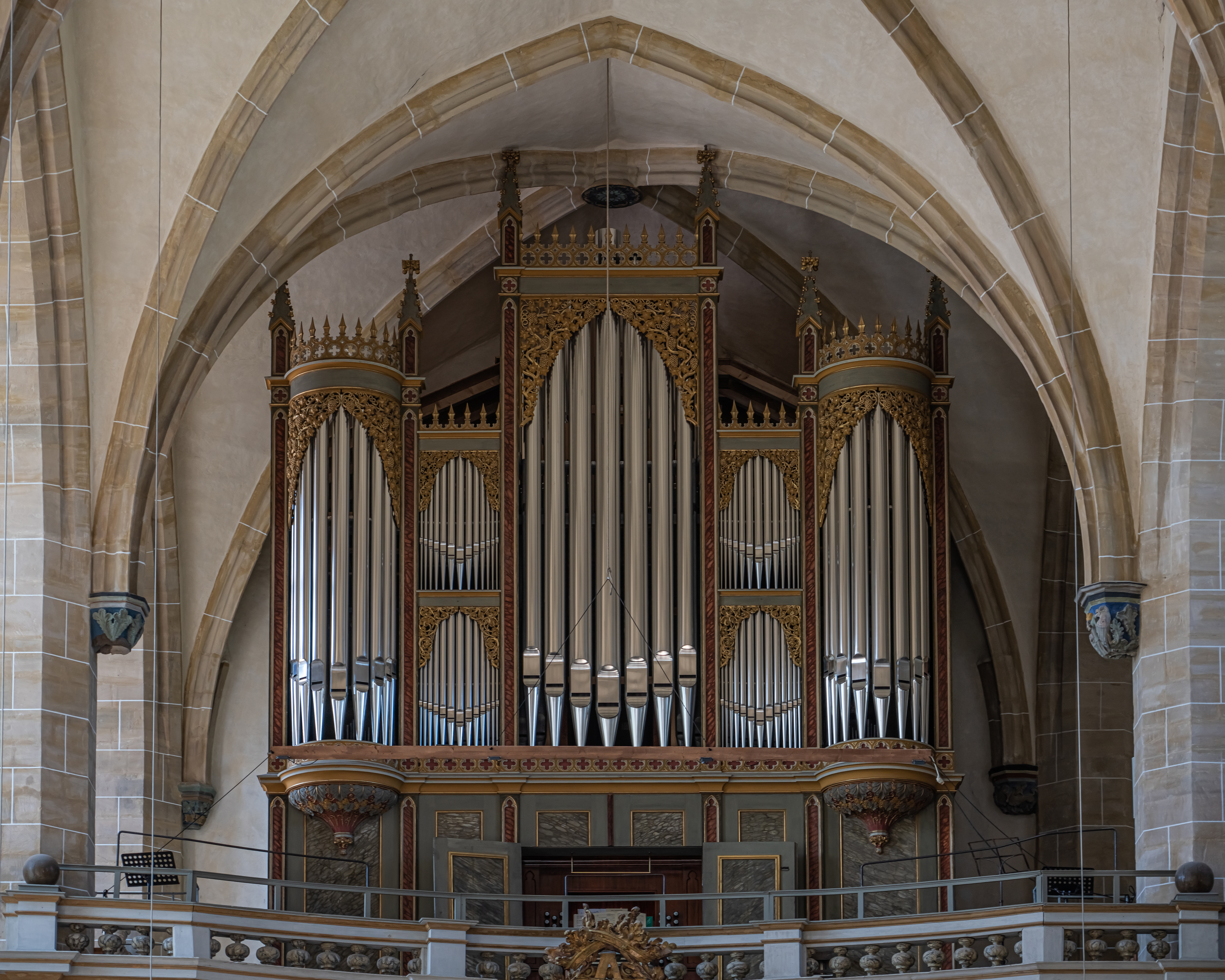
L’orgue Wäldner